# Heinrich Anwender
Heinrich Anwender (* 22. August 1882 in Temesmóra (deutsch Morawitza), Königreich Ungarn, Österreich-Ungarn; † 8. Februar 1948 in Beba Veche (deutsch Altbeba), Volksrepublik Rumänien) war ein rumäniendeutscher Journalist, Politiker und Buchdrucker.

## Leben
Anwender besuchte die Volksschule in Temesmóra und absolvierte eine Buchdruckerlehre in Versec (deutsch Werschetz). Seine fünfjährige Gesellenwanderung führte ihn durch Ungarn, Österreich, die Schweiz und Deutschland, bevor er nach Versec zurückkehrte. Nach seiner Meisterprüfung wurde er Besitzer der Guttmannschen Druckerei, von wo aus er mit Franz Julius Wettel den „Werschetzer Generalanzeiger“ herausgab. Von 1908 bis 1934 betrieb er eine Buchdruckerei in Lugoj. 
Bei den Wahlen von 1919 erreichte die Deutsch-Schwäbische Volkspartei (DSVP) sechs Mandate in der Abgeordnetenkammer Großrumäniens; Heinrich Anwender war einer der Abgeordneten. In Timișoara, wo Anwender von 1934 bis zum politischen Zusammenbruch Rumäniens 1944 tätig war, gab er unter anderem im Banat die satirische und humoristische Zeitschrift „Pollerpeitsch“ heraus, deren Schriftleiter Peter Winter war. 
Im Oktober 1944 wurde Anwender verhaftet und in das Internierungslager in Târgu Jiu verbracht, wo er mit dem Journalisten und Tierschriftsteller Otto Alscher zusammentraf. Nach seiner Entlassung aus dem Lager fand er seine Wohnung und den Druckereibetrieb in Timișoara geplündert; der Rest wurde enteignet. Am 6. Februar 1948 versuchte er bei Moravița die Grenze nach Ungarn zu überschreiten. Die ungarischen Behörden nahmen Anwender fest und händigten ihn den rumänischen Grenzern aus, die ihn am 8. Februar bei Moravița – angeblich „auf der Flucht“ – erschossen. 1969 wurden seine sterblichen Überreste nach Timișoara überführt.